# Fresnoy-Andainville
Fresnoy-Andainville est une commune française située dans le département de la Somme, en région Hauts-de-France.

## Géographie

### Localisation
Fresnoy-Andainville est un village picard du Vimeu.
À vol d'oiseau, la localité est située à 5 km au sud-est de Oisemont, 8 km au nord de Beaucamps-le-Vieux, 22 km au sud d'Abbeville et à 36 km à l'ouest d'Amiens.
Le territoire de la commune est limitrophe de ceux de quatre communes.  Les communes limitrophes sont  Andainville, Aumâtre, Frettecuisse et Saint-Maulvis.

### Hydrographie
La commune est située dans le bassin Artois-Picardie. Elle n'est drainée par aucun cours d'eau.

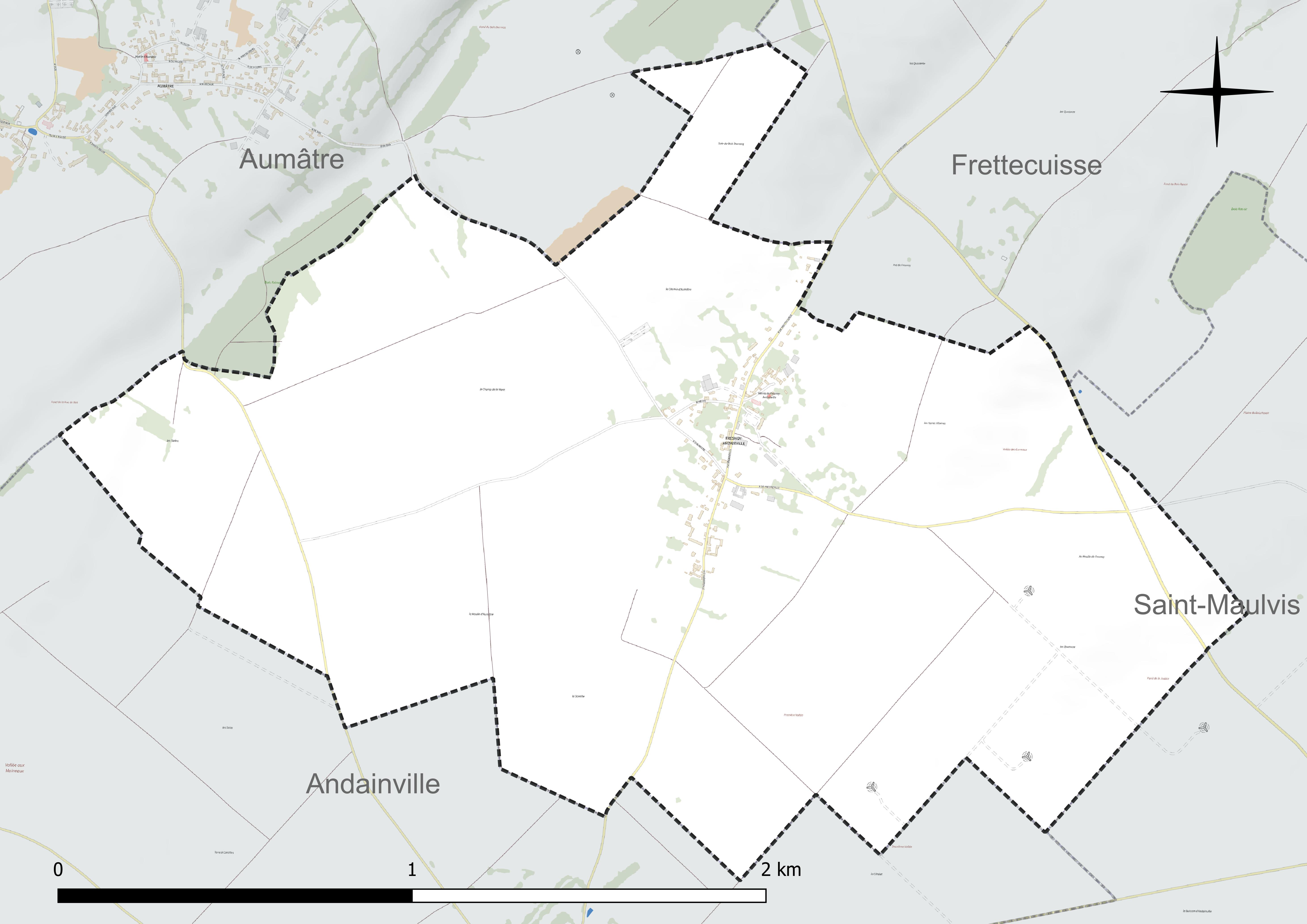
Réseau hydrographique de Fresnoy-Andainville.

### Climat
Pour des articles plus généraux, voir Climat des Hauts-de-France et Climat de la Somme.
En 2010, le climat de la commune est de type climat océanique franc, selon une étude du CNRS s'appuyant sur une série de données couvrant la période 1971-2000. En 2020, Météo-France publie une typologie des climats de la France métropolitaine dans laquelle la commune est exposée à un climat océanique et est dans la région climatique Côtes de la Manche orientale, caractérisée par un faible ensoleillement (1 550 h/an) ; forte humidité de l'air (plus de 20 h/jour avec humidité relative > 80 % en hiver), vents forts fréquents.
Pour la période 1971-2000, la température annuelle moyenne est de 10,1 °C, avec une amplitude thermique annuelle de 13,3 °C. Le cumul annuel moyen de précipitations est de 831 mm, avec 12,8 jours de précipitations en janvier et 8,6 jours en juillet. Pour la période 1991-2020, la température moyenne annuelle observée sur la station météorologique la plus proche, située sur la commune d'Oisemont à 5 km à vol d'oiseau, est de 11,1 °C et le cumul annuel moyen de précipitations est de 801,4 mm,. Pour l'avenir, les paramètres climatiques de la commune estimés pour 2050 selon différents scénarios d'émission de gaz à effet de serre sont consultables sur un site dédié publié par Météo-France en novembre 2022.
| Mois                                  | jan.             | fév.            | mars          | avril         | mai             | juin           | jui.          | août           | sep.          | oct.            | nov.            | déc.             | année      |
| ------------------------------------- | ---------------- | --------------- | ------------- | ------------- | --------------- | -------------- | ------------- | -------------- | ------------- | --------------- | --------------- | ---------------- | ---------- |
| Température minimale moyenne (°C)     | 1,9              | 1,9             | 3,7           | 5,2           | 8,3             | 11,3           | 13,4          | 13,5           | 11            | 8,4             | 5,1             | 2,6              | 7,2        |
| Température moyenne (°C)              | 4,4              | 4,8             | 7,4           | 10            | 13,2            | 16,1           | 18,3          | 18,4           | 15,5          | 12              | 7,8             | 5                | 11,1       |
| Température maximale moyenne (°C)     | 6,9              | 7,7             | 11,2          | 14,8          | 18              | 21             | 23,2          | 23,3           | 20,1          | 15,5            | 10,5            | 7,3              | 15         |
| Record de froid (°C) date du record   | −12,7 01.01.1997 | −13 07.02.1991  | −8,8 04.03.05 | −4 08.04.03   | −0,9 05.05.1996 | 2,2 02.06.1991 | 6 07.07.1996  | 5,9 25.08.1993 | 2,6 30.09.18  | −4,9 29.10.1997 | −8,4 30.11.1989 | −13,2 29.12.1996 | −13,2 1996 |
| Record de chaleur (°C) date du record | 15,6 01.01.22    | 18,7 15.02.1998 | 24,8 31.03.21 | 27,6 19.04.18 | 31,7 27.05.05   | 36,4 18.06.22  | 41,4 25.07.19 | 38 10.08.03    | 34,2 10.09.23 | 29,1 01.10.11   | 20,9 07.11.15   | 16,1 31.12.22    | 41,4 2019  |
| Précipitations (mm)                   | 67,8             | 59,4            | 58,2          | 49,3          | 63,4            | 57,5           | 60            | 72             | 63,6          | 72,7            | 80,9            | 96,6             | 801,4      |

## Urbanisme

### Typologie
Au 1er janvier 2024, Fresnoy-Andainville est catégorisée commune rurale à habitat dispersé, selon la nouvelle grille communale de densité à sept niveaux définie par l'Insee en 2022.
Elle est située hors unité urbaine et hors attraction des villes,.

### Occupation des sols
L'occupation des sols de la commune, telle qu'elle ressort de la base de données européenne d'occupation biophysique des sols Corine Land Cover (CLC), est marquée par l'importance des territoires agricoles (100 % en 2018), une proportion identique à celle de 1990 (100 %). La répartition détaillée en 2018 est la suivante : 
terres arables (81,4 %), zones agricoles hétérogènes (16,4 %), prairies (2,2 %). L'évolution de l'occupation des sols de la commune et de ses infrastructures peut être observée sur les différentes représentations cartographiques du territoire : la carte de Cassini (XVIIIe siècle), la carte d'état-major (1820-1866) et les cartes ou photos aériennes de l'IGN pour la période actuelle (1950 à aujourd'hui).

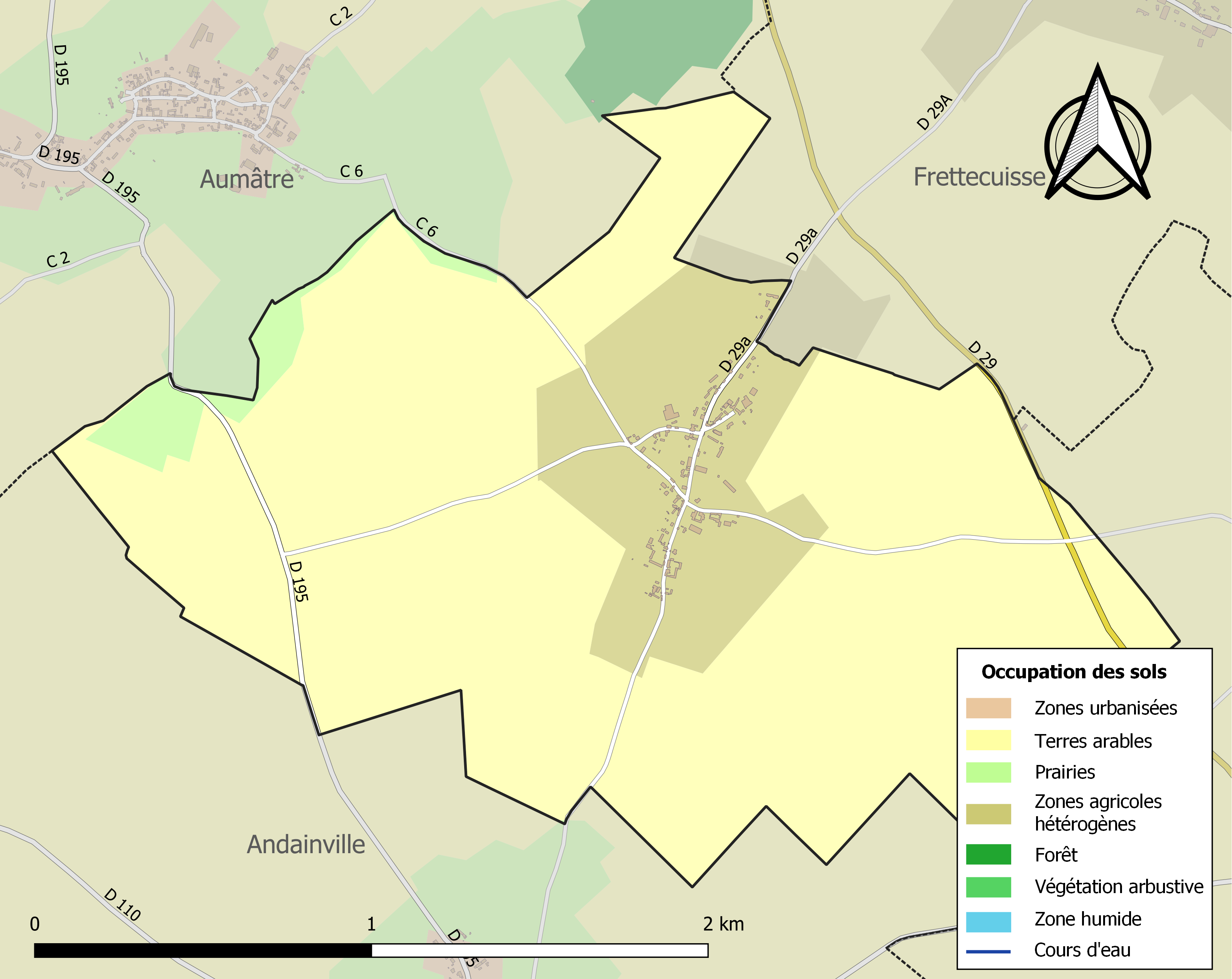
Carte des infrastructures et de l'occupation des sols de la commune en 2018 (CLC).

### Habitat et logement
En 2019, le nombre total de logements dans la commune était de 46, alors qu'il était de 50 en 2014 et de 41 en 2009.
Parmi ces logements, 76,2 % étaient des résidences principales, 8,7 % des résidences secondaires et 15,1 % des logements vacants. Ces logements étaient pour 100 % d'entre eux des maisons individuelles et pour 0 % des appartements.
Le tableau ci-dessous présente la typologie des logements à Fresnoy-Andainville en 2019 en comparaison avec celle de la Somme et de la France entière. Une caractéristique marquante du parc de logements est ainsi une proportion de résidences secondaires et logements occasionnels (8,7 %) supérieure à celle du département (8,3 %) et à celle de la France entière (9,7 %). Concernant le statut d'occupation de ces logements, 91,7 % des habitants de la commune sont propriétaires de leur logement (94,4 % en 2014), contre 60,2 % pour la Somme et 57,5 pour la France entière.
| Typologie                                               | Fresnoy-Andainville | Somme | France entière |
| ------------------------------------------------------- | ------------------- | ----- | -------------- |
| Résidences principales (en %)                           | 76,2                | 83,2  | 82,1           |
| Résidences secondaires et logements occasionnels (en %) | 8,7                 | 8,3   | 9,7            |
| Logements vacants (en %)                                | 15,1                | 8,5   | 8,2            |

## Toponymie
Fresnoy est attesté sous les formes Fraissnoy en 1432 ; Fresnoy en 1507 ; Fresnoye en 1567 ; Frénoy en 1648 ; Fresnoye-lès-Andainville en 1703 ; Fresnoy-Andainville en 1757 ; Le Frenoy en 1761 ; Frenoye en 1790 ; Fresnoy près Andainville en 1766.

Fresnoy est un toponyme français, forme picarde du français frênaie, issu du latin fraxinetum.
Andainville est attesté sous les formes Andeinvile en 1146 ; Aldenvilla en 1147 ; Aldainvilete en 1147 ; Andeinvilete en 1147 ; Andainvilla en 1147 ; Aldan-vilete en 1150 ; Andenvilla en 115.. ; Andainvilete en 1164 ; Aldainvile en 1164 ; Andainvile en 1164 ; Andeinvilla en 1166 ; Andenvila en 1176 ; Aldenvilete en 1176 ; Andanvilete en 1180 ; Andani-villa en 11.. ; Aindenvilla en 1184 ; Andainville en 1475 ; Andinville en 1657 ; Andivile en 1657 ; Audinville en 1696 ; Adainville en 1698 ; Andainville-aux-Champs en 1733.) ; Audainville….

## Histoire
La commune de Fresnoy, instituée lors de la Révolution française, absorbe entre 1790 et 1794 celle d'Andeville et devient Fresnoy-Andeville.

## Politique et administration

### Rattachements administratifs et électoraux
La commune se trouvait jusqu'en 2009 dans l'arrondissement d'Amiens du département de la Somme. De 2009 à 2016, elle est intégrée à l'arrondissement d'Abbeville, avant de réintégrer le 1er janvier 2017 l'arrondissement d'Amiens. Pour l'élection des députés, elle fait partie depuis 2012 de la troisième circonscription de la Somme.
Elle faisait partie depuis 1793 du canton d'Oisemont. Dans le cadre du redécoupage cantonal de 2014 en France, la commune est intégrée au canton de Poix-de-Picardie.

### Intercommunalité
La commune était membre de la petite communauté de communes de la Région d'Oisemont (CCRO), créée au 1er janvier 1995.
Dans le cadre des dispositions de la loi portant nouvelle organisation territoriale de la République du 7 août 2015, qui prévoit que les établissements publics de coopération intercommunale (EPCI) à fiscalité propre doivent avoir un minimum de 15 000 habitants, la préfète de la Somme propose en octobre 2015 un projet de nouveau schéma départemental de coopération intercommunale (SDCI) qui prévoit la réduction de 28 à 16 du nombre des intercommunalités à fiscalité propre du département.
Ce projet prévoit la « fusion des communautés de communes du Sud-Ouest Amiénois, du Contynois et de la région d'Oisemont », le nouvel ensemble de 37 412 habitants regroupant 120 communes,. À la suite de l'avis favorable de la commission départementale de coopération intercommunale en janvier 2016, la préfecture sollicite l'avis formel des conseils municipaux et communautaires concernés en vue de la mise en œuvre de la fusion.
La communauté de communes Somme Sud-Ouest (CC2SO), dont est désormais membre la commune, est ainsi créée au 1er janvier 2017.

### Liste des maires
| Période                                  | Période                         | Identité                    | Étiquette | Qualité |
| ---------------------------------------- | ------------------------------- | --------------------------- | --------- | --- |
| Les données manquantes sont à compléter. |                                 |                             |           | |
| 1er frimaire an IV                       |                                 | Jacques Niquet              |           | Agent communal (maire)                                                                                        |
| Les données manquantes sont à compléter. |                                 |                             |           | |
| 1933                                     | 1936                            | Elphège Gressart            |           | |
| Les données manquantes sont à compléter. |                                 |                             |           | |
| 1971                                     | 2001                            | François de Badts de Cugnac | DVD       | Vicomte Exploitant agricole et éleveur puis salarié de la verrerie Pochet du Courval                          |
| mars 2001                                | En cours (au 13 septembre 2022) | Mariel Gambier              |           | Professeur des écoles Vice président de la CC Région d'Oisemont (2014 → 2016) Réélu pour le mandat 2020-2026, |

## Population et société

### Démographie
L'évolution du nombre d'habitants est connue à travers les recensements de la population effectués dans la commune depuis 1793. Pour les communes de moins de 10 000 habitants, une enquête de recensement portant sur toute la population est réalisée tous les cinq ans, les populations de référence des années intermédiaires étant quant à elles estimées par interpolation ou extrapolation. Pour la commune, le premier recensement exhaustif entrant dans le cadre du nouveau dispositif a été réalisé en 2005.

En 2022, la commune comptait 94 habitants, en évolution de +8,05 % par rapport à 2016 (Somme : −1,26 %, France hors Mayotte : +2,11 %).
| 1793 | 1800 | 1806 | 1821 | 1831 | 1836 | 1841 | 1846 | 1851 |
| ---- | ---- | ---- | ---- | ---- | ---- | ---- | ---- | ---- |
| 337  | 321  | 295  | 333  | 317  | 306  | 290  | 257  | 243  |

| 1856 | 1861 | 1866 | 1872 | 1876 | 1881 | 1886 | 1891 | 1896 |
| ---- | ---- | ---- | ---- | ---- | ---- | ---- | ---- | ---- |
| 234  | 246  | 242  | 224  | 219  | 214  | 195  | 198  | 209  |

| 1901 | 1906 | 1911 | 1921 | 1926 | 1931 | 1936 | 1946 | 1954 |
| ---- | ---- | ---- | ---- | ---- | ---- | ---- | ---- | ---- |
| 196  | 187  | 170  | 181  | 166  | 160  | 149  | 148  | 125  |

| 1962 | 1968 | 1975 | 1982 | 1990 | 1999 | 2005 | 2006 | 2010 |
| ---- | ---- | ---- | ---- | ---- | ---- | ---- | ---- | ---- |
| 139  | 130  | 133  | 101  | 100  | 80   | 89   | 87   | 97   |

| 2015 | 2020 | 2022 | - | - | - | - | - | - |
| ---- | ---- | ---- | - | - | - | - | - | - |
| 89   | 92   | 94   | - | - | - | - | - | - |

### Enseignement
Pour l'enseignement primaire, la commune relève de l'école d'Oisemont. Elle est située dans l'académie d'Amiens, en zone B pour les vacances scolaires.

## Culture locale et patrimoine

### Lieux et monuments
- Église Saint-Rémi.

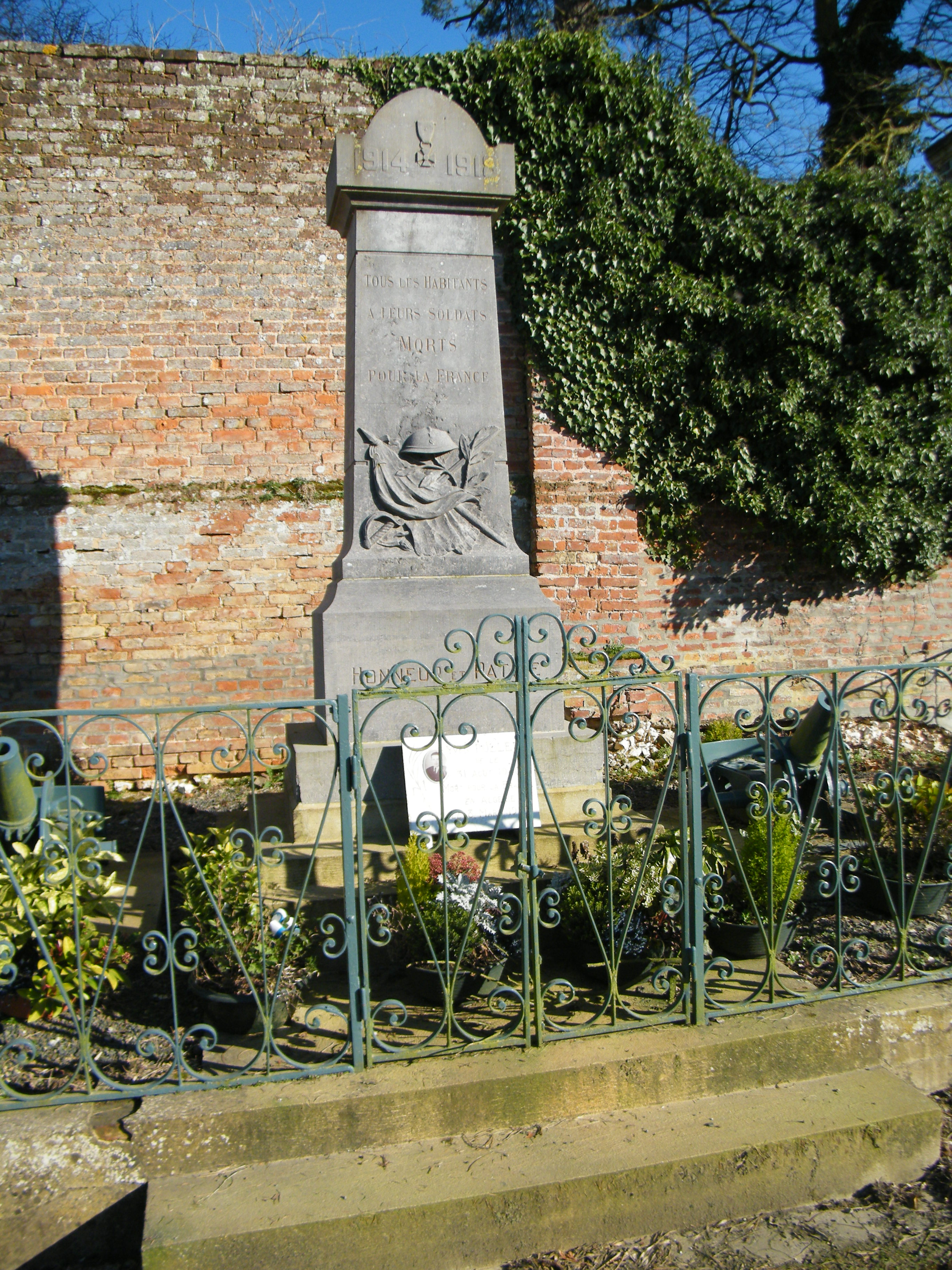
Le monument aux morts.
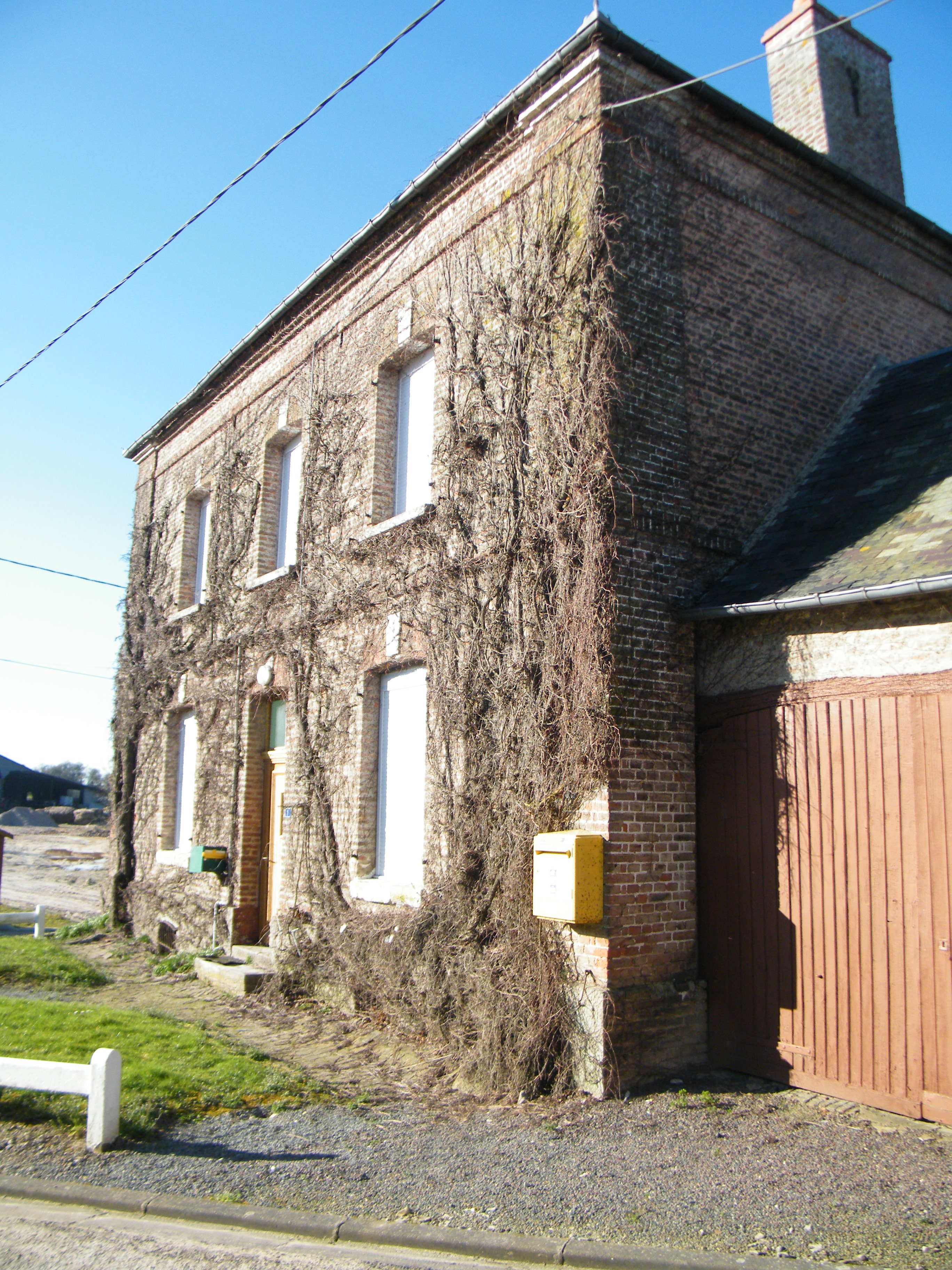
L'ancienne école.
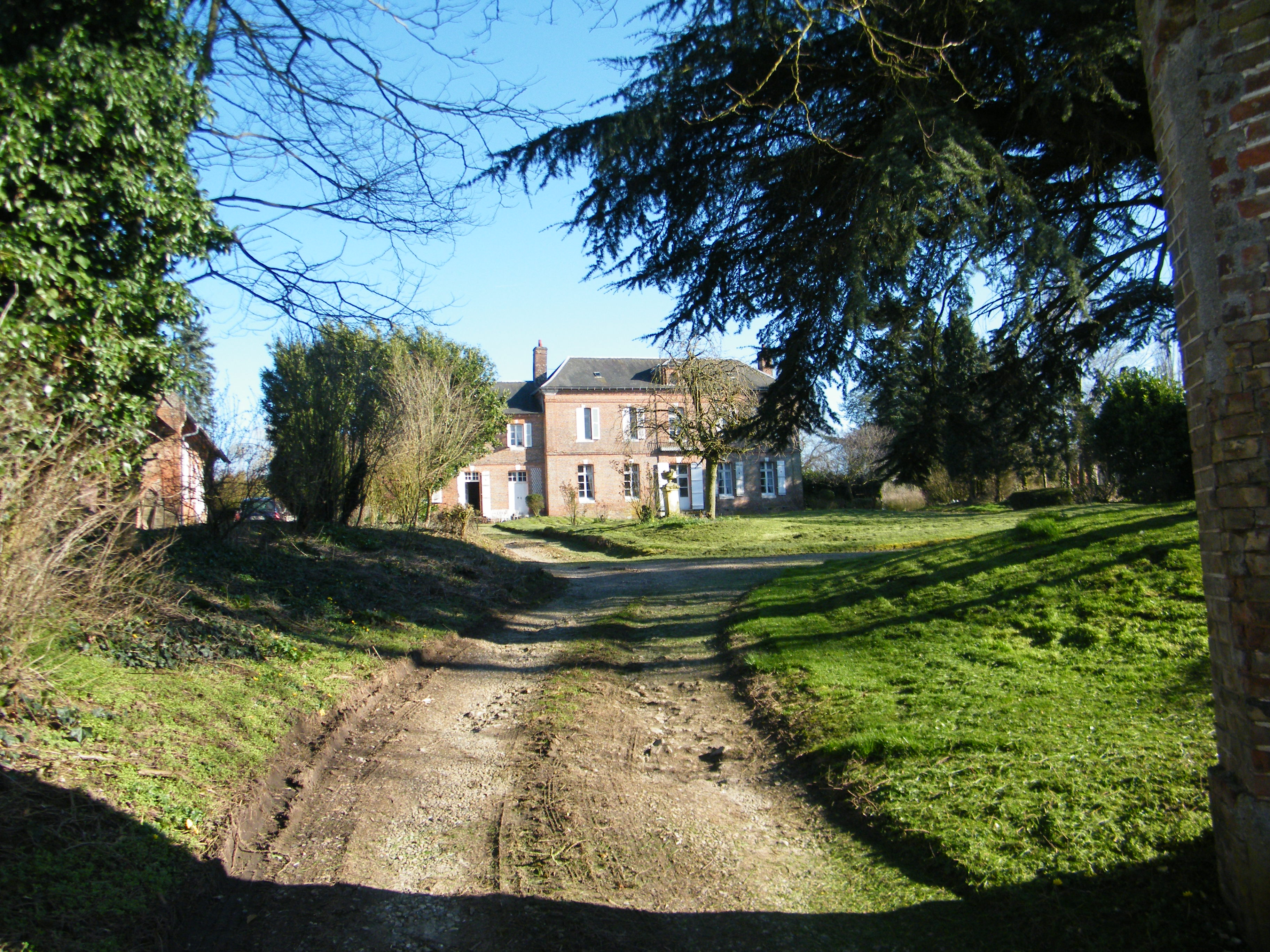
Le château.
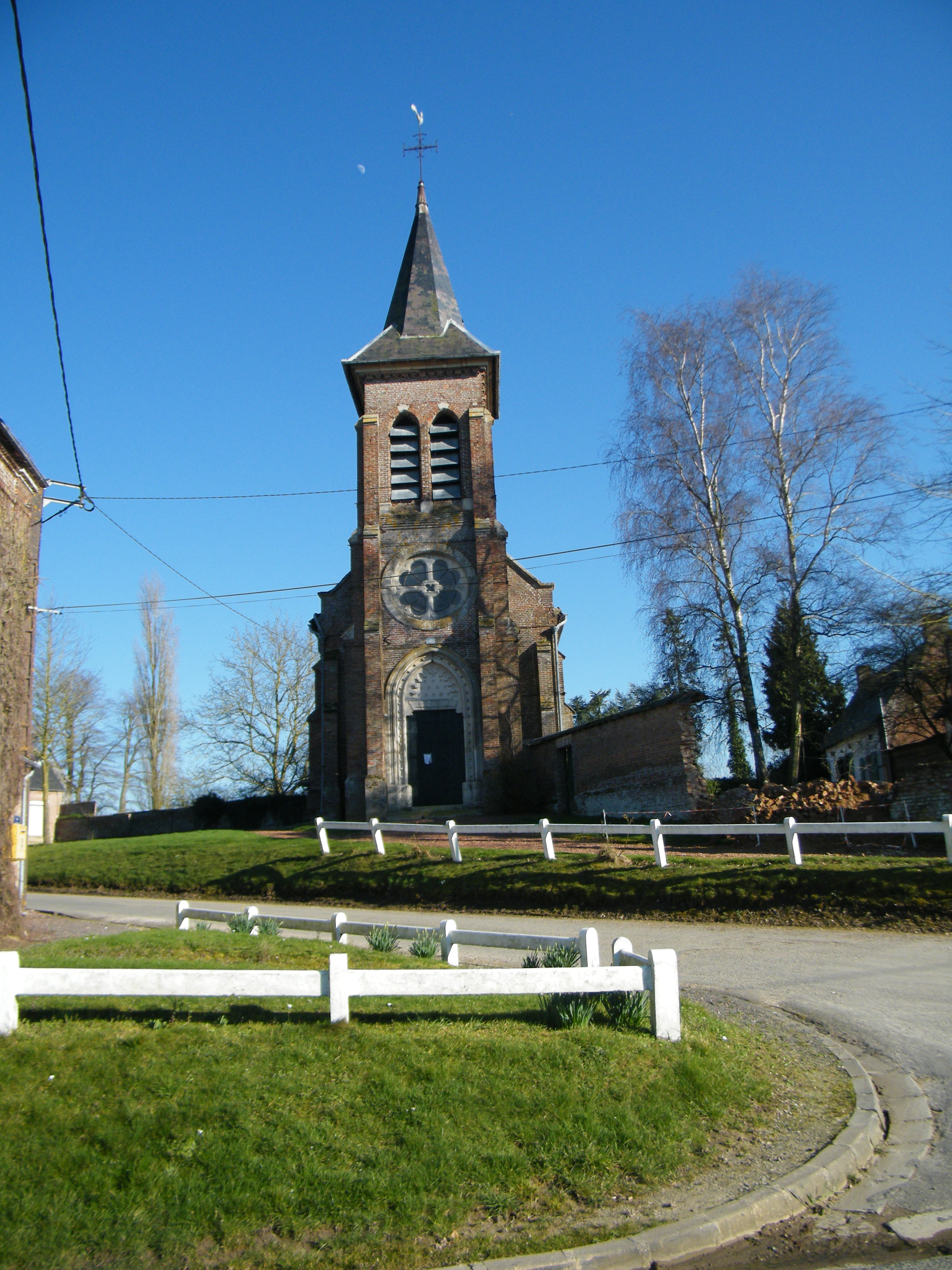
Le clocher de l'église.
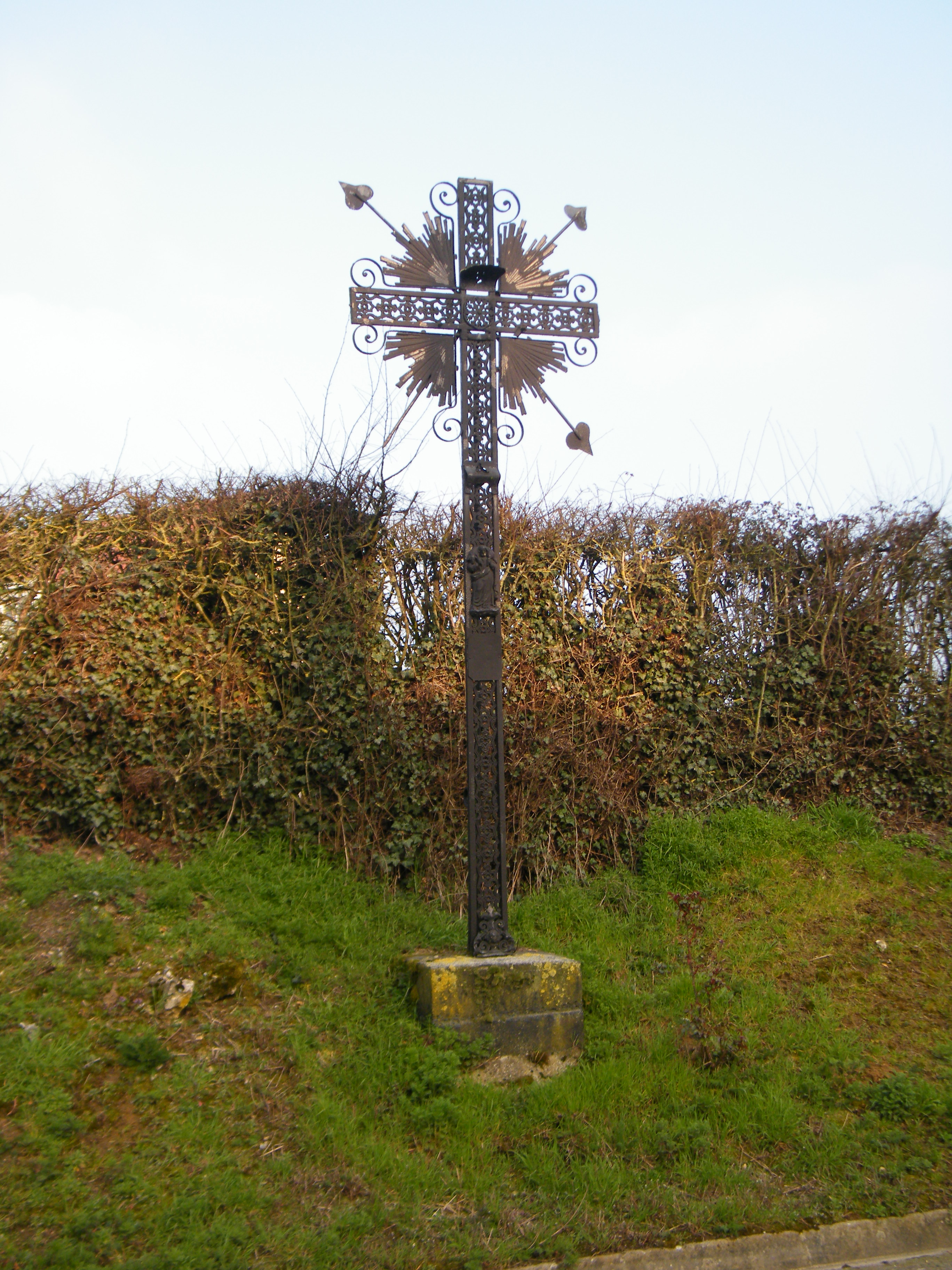
Calvaire, rue principale.

## Héraldique
| Blason de Fresnoy-Andainville | Blason  | D'or au chevron d'azur.                          |
| Blason de Fresnoy-Andainville | Détails | Le statut officiel du blason reste à déterminer. |